# 中村瑶族乡
中村乡，是中华人民共和国湖南省株洲市炎陵县下辖的一个乡镇级行政单位。

## 行政区划
中村乡下辖以下地区：
中村、龙潭村、深渡村、罗浮江村、道任村、联西村、龙坪村、心田村、梅岗村和九潭村。